# Alan Danson
Alan Danson (25 de janeiro de 1933) é um ex-ciclista britânico. Representou o Reino Unido nos Jogos Olímpicos de 1956, em Melbourne.